# Ясінський В'ячеслав Андрійович

Ясі́нський В'ячесла́в Андрі́йович (31 січня 1957 р., смт Чернівці Вінницької області — 5 листопада 2015 р., м. Вінниця) — український учитель математики, заслужений вчитель України, автор численних олімпіадних задач з математики, багатьох книг та статей з олімпіадної математики, доцент Вінницького державного педагогічного університету імені Михайла Коцюбинського.

## Життєпис
В'ячеслав Андрійович Ясінський народився 31 січня 1957 р. у селищі міського типу Чернівці Могилів-Подільського району Вінницької області. У 1974 р. закінчив Чернівецьку середню школу № 1 і вступив до Мазурівського СПТУ № 17, яке закінчив у 1975 р. за спеціальністю тракторист-комбайнер широкого профілю. Того ж року зарахований на I курс фізико-математичного факультету Вінницького державного педагогічного інституту імені Миколи Островського, який закінчив з відзнакою в 1979 р.
Трудову діяльність розпочав у СШ № 1 м. Могилів-Подільський (до 1981 р.), згодом перейшов до вінницької середньої школи № 15 (1981—1984). Із 1983 року працював у Вінницькому державному педагогічному університеті імені Михайла Коцюбинського: асистент кафедри педагогіки і методики початкового навчання (1984—1986), старший викладач кафедри педагогіки і методики початкового навчання (1986—1991), старший викладач кафедри алгебри і методики викладання математики (1991—2004), доцент цієї ж кафедри із 2004 року (нині — кафедра алгебри і методики навчання математики). У 2005 році В. А. Ясінському присвоєно вчене звання доцента кафедри алгебри і методики викладання математики. За сумісництвом понад 20 років викладав у вінницьких середніх школах № 15 та № 18 (1984—1991), фізико-математичній гімназії № 17 (1991—1995), ліцеї № 7 (1995—2004).
З 1991 р. В. А. Ясінський був членом журі, пізніше — експертом-консультантом, заступником голови журі Всеукраїнської олімпіади юних математиків, а з 1998 р. — членом журі й експертом-консультантом Всеукраїнського турніру юних математиків імені професора М. Й. Ядренка. У часи проведення українських Соросівських олімпіад з математики (1995—2001) В. А. Ясінський — постійний член журі цих престижних змагань. Також він працював і в складі журі Всеукраїнських олімпіад для студентів математичних спеціальностей педагогічних університетів, очолював математичні олімпіади Вінниччини.
З 1993 р. по 2006 р. В. А. Ясінський постійно брав участь у відборах і науковій підготовці збірної команди України до Міжнародних математичних олімпіад. Він безпосередньо підготував чимало переможців Всесоюзних і Всеукраїнських олімпіад. Зокрема, його вихованець Павло Пилявський є чотириразовим переможцем Міжнародних математичних олімпіад (бронзова медаль 1996 р., срібна медаль 1997 р. і золоті медалі 1998 р. та 1999 р.).

## Публікації
В. А. Ясінський — автор багатьох науково-методичних праць, присвячених підготовці учнів і студентів до математичних змагань. Зокрема, автор і співавтор книг: «Задачі міжнародних математичних олімпіад та методи їх розв'язування» (1998), «Математичні олімпіади школярів України: 1991—2000», «Математичні олімпіади школярів України: 2001—2006», «Секрети підготовки до Всеукраїнських та Міжнародних олімпіад. Геометрія» (2014), «Секрети підготовки школярів до Всеукраїнських та Міжнародних математичних олімпіад. Алгебра» (2015). Автор великого циклу статей в журналах «Математика в школі», «У світі математики», «Математика в рідній школі», «Математика в школах України», присвячених методиці та практиці розв'язування олімпіадних задач. В. А. Ясінський був членом редколегії журналу для школярів «У світі математики» з моменту його заснування в 1995 р., одним із ведучих розділу розв'язування задач журналу «Математика в школі».

## Автор олімпіадних задач з математики
В. А. Ясінський — автор яскравих олімпіадних задач з математики. Серед вітчизняних авторів олімпіадних задач В'ячеслав Андрійович був лідером, визнаним далеко за межами України — усім математичним олімпіадним світом. Він є першим педагогом-математиком незалежної України, чиї задачі були представлені на Міжнародних математичних олімпіадах (у 1998 та 2002 рр.). Задачі В. А. Ясінського неодноразово входили до ShortList'ів міжнародної математичної олімпіади; завдань Всеукраїнських олімпіади усіх рівнів; відбіркового та фінального етапів олімпіади з геометрії імені І. Ф. Шаригіна; відкритих математичних олімпіад і фестивалів Рішельєвського ліцею; комплексної олімпіади з математики, фізики, інформатики «Турнір чемпіонів» тощо.
У 2017 році було започатковано проведення Олімпіади геометричної творчості імені В. А. Ясінського.

## Відзнаки
В. А. Ясінський нагороджений знаками «Відмінник народної освіти УРСР» (1985), «Відмінник освіти України» (1999), почесним званням Заслужений вчитель України (2001), почесними грамотами Міністерства освіти і науки України, іншими відзнаками. Переможець загальноміського конкурсу «Людина року — 2000» в номінації «Працівник освіти». В. А. Ясінський представлений у Книзі Педагогічної Слави України.

## Книга «З любов'ю до людей та математики»
Книга «З любов'ю до людей та математики…» містить різні матеріали про творчий шлях Ясінського В'ячеслава Андрійовича, спогади про нього друзів, колег, а також 500 задач, авторства В. А. Ясінського, окремі науково-методичні публікації. Книгу розміщено на сайті кафедри алгебри і методики навчання математики Вінницького державного педагогічного університету імені Михайла Коцюбинського.